# Južna Nizozemska
Pod nazivom Južna Nizozemska je obravnavano zgodovinsko območje, ki je ostalo Habsburžanom od Sedemnajstih provinc po odcepitvi Republike Nizozemske leta 1581. Obseg območja se je s časom spreminjal. V obdobju 1581–1713 ga poznamo pod imenom Španska Nizozemska, v obdobju 1713–1794 je bila to Avstrijska Nizozemska, v obdobju 1794–1815 je bilo priključeno Franciji. Danes je to ozemlje Belgije in Luksemburga, deloma pa tudi Francije in Nizozemske. Do priključitve Franciji je bilo del Svetega rimskega cesarstva.

## Ločitev severne in južne Nizozemske
Cesar Karel V. je sedemnajst habsburških nizozemskih provinc povezal v personalno unijo s skupno upravo v Bruslju. Leta 1555 je suverenost nad njimi prepustil svojemu sinu Filipu. Naslednje leto se je odpovedal cesarskemu prestolu in tedaj prepustil Filipu tudi špansko kraljevo krono (nemški del cesarstva in cesarski naslov je dobili Karlov brat Ferdinand I.).
Novi, katoliško vzgojeni španski kralj Filip II. je bil trdno prepričan, da je njegova dolžnost ohraniti v Španiji katolištvo kot edino vero. Njegova protireformacijska politika je na Nizozemskem, kjer se je zlasti na severu protestantizem že močno razširil, povzročila množične nemire, ki so se vse bolj širili.
Leta 1667 je Filipov namestnik na Nizozemskem vojvoda Alba (Fernando Álvarez de Toledo) nastopil proti prebivalstvu zelo nasilno in kruto, kar je prvotne nemire protestantskih množic vzpodbudilo v odkrit upor proti španski oblasti; preprosti ljudje so se uprli iz verskih razlogov, plemiči pa predvsem zato, ker so bile kratene njihove tradicionalne pravice.
Ko je po prvi Albini veliki invaziji v letih 1572–1575 Špancem začasno zmanjkalo ameriškega srebra, s katerim so plačevali veliko najemniško vojsko, in so uporniki pod vodstvom Viljema I. Oranskega že začeli organizirati samostojno upravo, je novi kraljevi namestnik Alessandro Farnese, vojvoda Parmski, leta 1577 ponovno napadel z močno vojsko. Južni provinci Artois in Hainault ter nekaj mest (Lille, Douai, Orchies), ki so bili bolj konservativni in katoliški ter bliže španski vojski, so se tedaj odločili, da se ne bodo več upirali Špancem. 6. januarja 1579 so sklenili arraško zvezo, ki je v zameno za stare plemiške in mestne privilegije priznala suverenost španskega kralja in sprejela katolištvo kot edino vero. Severne province so se še isti mesec povezale v utrechtsko zvezo, ki se je opredelila za boj proti Španiji. Utrechtska zveza se je julija 1581 tudi formalno ločila od Španije. Čeprav je Španija ločitev praktično priznala šele s premirjem leta 1609 in formalno šele z mirovno pogodbo v Münstru leta 1648, govorimo odtlej o dveh Nizozemskah: severni Republiki Nizozemski in Južni Nizozemski, ki je bila najprej španska in potem avstrijska.

## Španska Nizozemska

### Obdobje vojne do premirja leta 1609
Z ozemlja arraške zveze je vojvoda Parmski prodiral naprej v Brabant in Flandrijo in v avgustu 1585 po enajstmesečnem obleganju zavzel Antwerpen, ki je dotlej zapiral svoja mestna vrata tako pred uporniki kot pred Španci. Vojvoda Parmski je protestantskim prebivalcem, ki niso hoteli sprejeti katoliške vere, dovolil izselitev z imetjem vred. Tedaj se je polovica prebivalcev Antwerpna preselila v Amsterdam. Istočasno so uporniki zaprli ustje reke Schelde in Antwerpen odrezali od morja. Oboje je Antwerpnu odvzelo dotedanjo vlogo vodilnega trgovskega mesta ob ustju Rena, ki jo je prevzel Amsterdam. 
Španska vojska je napredovala še naprej do velikih rek Waal in Ren, vzhodno od reke IJssel pa vse do Severnega morja.
Leta 1590 je bil Parma poklican v Francijo (da pomaga katoliški opoziciji v boju proti kasnejšemu kralju Henriku IV., ki je po uboju francoskega kralja Henrika III. oblegal Pariz). Republika Nizozemska, ki se je medtem upravno uredila in vojaško utrdila, je prešla v protinapad, izrinila Špance z ozemelj vzhodno od reke IJssel in tudi iz trdnjav ob velikih rekah Ren, Waal in Maas, tako da je dobila nadzor nad plovbo med morjem in osrednjo Evropo. Zavzela je severni del Brabanta in utrdbo Sluis ob flandrijski morski obali. Leta 1609 sta vojskujoči se strani, obe že močno izčrpani, sklenili dvanajstletno premirje.
(Škofija Liege, ki je ležala znotraj ozemlja Španske Nizozemske, je bila ločena kneževina s knezoškofom, tako kot že v srednjem veku. Med nizozemskim uporom proti Španiji je bila dosledno nevtralna in je tak položaj ohranila vse 17. in 18. stoletje. Njegove institucije so se razvijale vzporedno z institucijami sosednjih dežel.)

### Gospodarski razcvet med dvanajstletnim premirjem (1609–1621)
Premirje je Španski Nizozemski omogočilo, da je začela z gospodarsko in kulturno obnovo. Podeželju je nudilo osnovo za ponoven vzpon tradicionalno visoko razvito kmetijstvo z velikimi pridelki žit, zlasti v Flandriji in Brabantu. Tudi mesta so si hitro opomogla. Antwerpen, ki je izgubil svojo glavno dejavnost, zunanjo trgovino, se je tako kot druga južnonizozemska mesta vrnil k izdelovanju starih izvoznih izdelkov (glasbeni instrumenti, tapiserije, vezenje, izdelki iz barvastih kovin) in začel uvajati nove, visoko kvalitetne (tkanje svile, obdelava diamantov, proizvodnja finih lanenih platen, čipk, pohištva, tiskanje knjig). Vojno so preživele tudi podeželske industrije, zlasti proizvodnja volne in platna v Flandriji.
Nadvojvoda Albert VII. Avstrijski (mlajši brat habsburških cesarjev Rudolfa II. in Matije) in Isabela (hči Filipa II.), ki sta bila v obdobju premirja skupaj namestnika španskega kralja (guvernerja) na Nizozemskem, sta skrbela za dobre odnose z lokalnim plemstvom, ki je še vedno (kot v času Sedemnajstih provinc) zasedalo svoja mesta v treh posvetovalnih svetih: državnem, tajnem in finančnem. Glavne skupščine (staten-generaal) od leta 1600 nista sklicevala, deželna oblast pa je bila še vedno v pristojnosti skupščin provinc (staten), v katerih pristojnosti je bila tudi odmera in pobiranju davkov. V pravnih zadevah je bil že od leta 1504 najvišje sodišče veliki svet v Mechelnu, poleg njega pa so imele mnoge province tudi svoja sodišča.
Z mirom se je začela intenzivna rekatolizacija dežele. Šolanje otrok so prevzeli jezuiti; poleg tega je bil po župniščih organiziran obvezen nedeljski verski pouk za vse otroke. Tiskale so se cenene izdaje katekizmov, reprodukcije verskih scen.
Albert in Isabela sta obnovi verskih objektov, gradnji novih cerkva pa tudi posvetnih palač, namenjala tudi del srebra, ki je prihajalo iz Španije za vzdrževanje vojske (ki se je v premirju zmanjšala iz 60 na 20 tisoč mož). Tako so nastajale nove arhitekture, ki so posnemale italijanski barok. Zaradi številnih naročil, cerkvenih in posvetnih, je bil čas umetnikom naklonjen; umetnikom, ki so ob eksodusu prebivalstva iz Antwerpna leta 1585 večinoma ostali doma, so se pridružili prišleki (slikarski ceh Sv. Luke v Antwerpnu je imel leta 1616 216 članov, dvakrat toliko kot leta 1584). Albert in Izabela sta za dvornega arhitekta in umetniškega svetovalca poklicala iz Rima nazaj v Antwerpen Wensela Cobergherja (1560–1634), ki je skupaj z mlajšim sorodnikom Jcobom Francartom (1583–1651) uspešno kombiniral italijanski barok z lokalnimi značilnostmi. Največji pečat temu "srebrnemu obdobju" španske Nizozemske pa ste dala slikarja flamske šole Peter Paul Rubens in Anthonis van Dyck. Južna Nizozemska je v tem času postala eno od kulturnih središč Evrope.

### Od konca premirja do pirenejskega miru (1621–1659)
Po prenehanju dvanajstletnega premirja, ki je sovpadlo z začetnimi leti tridesetletne vojne v Evropi, je Španija nadaljevala vojno z veliko vojsko 60.000 mož. Po prvih zmagah se ji je zataknilo pri dolgotrajnem obleganju mesta Bergen-op-Zoom ob ustju reke Schelde, ki ga je moral španski vojskovodja Ambrogio Spinola zaradi bolezni med vojaki in dezerterstva opustiti. Španska vlada je načrt hitre vojaške zmage spremenila v dolgotrajno ekonomsko vojno. Leta 1628 se je spustila še v vojno za nasledstvo v Mantovi (1628–1631), kamor je prestavila velik del svoje flandrijske vojske in tako omogočila novemu stadhouderju Republike Nizozemske Frideriku Henriku, da je prešel v napad in v letih 1629–1632 zavzel severni del Brabanta in mesta ob reki Maas vse do Mastrichta.
Nadvojvoda Albert je leta 1621 umrl in kraljeva namestnica Isabela je bila nemočna med interesi lokalnih nizozemskih oblasti (leta 1632 je sklicala staten-generaal), ki so se želele z Republiko Nizozemsko pogajati o miru, in španskim kraljem Filipom IV., ki pogajanj ni dovolil, češ da so s tem kršene njegove pristojnosti.
Leta 1635 je Španija uspešno odbila skupni napad Francije in Republike Nizozemske in preprečila njun načrt, da si Južno Nizozemsko sporazumno razdelita. Leta 1640 so Francozi okupirali Artois in del Hainaulta (Avesnes) in še nekatera manjša ozemlja ob meji (Montmedy, Thionville) in leta 1646 zavzeli močno utrjeno morsko pristanišče Dunkirk.
V 1640-tih letih sta tako Republika Nizozemska kot Španija iskali primeren način, da bi končali osemdesetletno bojevanje. Leta 1648 je končno prišlo do mirovne pogodbe v Münstru, ki je ena od pogodb vestfalskega miru. Španski kralj Filipu IV. je priznal obstoječo mejo proti Republiki Nizozemski in, ker mu je grozilo nadaljevanje vojne s Francijo, tudi sprejel skoraj vse pogoje, ki mu jih je postavila Republika Nizozemska. Med njimi je bil najbolj daljnosežen pristanek na nadaljevanje blokade ustja reke Schelde; ta blokada je hromila in pritiskala na gospodarstvo Južne Nizozemske še vse 18. stoletje.
Z vestfalskim mirom so gospodarstva severnoevropskih dežel zadihala svobodneje in začela med seboj tekmovati. Trgovsko utesnjena Španska Nizozemska je bila tako gospodarsko v slabšem položaju kot med tridesetletno vojno (ki jo je deloma oskrbovala). Vpletena pa je bila tudi v nadaljevanje vojne med Španijo in Francijo. Španija je, ob domačih težavah francoskega kanclerja Mazarina s frondo (1648–1652), preko ozemlja Španske Nizozemske povečala pritisk na Francijo tako, da je tedanjemu guvernerju, nadvojvodi Leopoldu Viljemu (1647–1656), poslala nove čete in denar. Z njimi je leta 1652 spet zavzel utrjeni Dunkirk.
Leta 1659 pa je Španija tovrstno politiko opustila. S Francijo je sklenila pirenejski mir, s katerim je priznala francoske osvojitve v Španski Nizozemski iz leta 1640, da bi se lahko posvetila ponovnemu osvajanju Portugalske, ki se je bojevala za samostojnost. (Dunkirk je bil Franciji priključen spet leta 1662.)

### Brez lastne vojske v odvisnosti od interesov zaveznikov (1659–1701)
Ozemlje Južne Nizozemske je do pirenejskega miru služilo Španiji kot izhodišče za bojevanje s Francijo, za kar je (s krajšimi presledki) z ameriškim srebrom vzdrževala močno najemniško vojsko. S pirenejskim mirom pa se je tok srebra iz Madrida v Antwerpen ustavil. Španska flandrijska vojska, ki je leta 1658 štela 70.000 mož, se je leta 1661 zmanjšala na 33.000 in kmalu nato na 20.000 mož in manj. Obramba ozemlja Španske Nizozemske pred Francijo je postala odvisna od španskih zaveznikov. Vzporedno se je dokončno končalo tudi "srebrno" kulturno obdobje Južne Nizozemske, ki se je bilo začelo z Albertom in Izabelo ter vrnitvijo Rubensa iz Rima. 
Kraljevi namestnik markiz Castel Rodrigo (1664–1668) tako leta 1667 ni imel moči, da bi se uprl francoskemu kralju Ludviku XIV., ko je v devolucijski vojni (1667–1668) napadel Špansko Nizozemsko. Ludvika je z diplomatskim pritiskom zaustavila trojna zveza Anglije, Republike Nizozemske in Švedske. A dvanajst že osvojenih južnonizozemskih mest je lahko obdržal.
Vojna med Francijo in Republiko Nizozemsko (1672–1678) je potekala v glavnem mimo Španske Nizozemske, vendar so nekatera njena ozemlja vendarle prišla pod francosko okupacijo. Z mirom v Nijmegnu se je morala Francija z nekaterih med njimi umakniti, druga pa so ji ostala (Valenciennes, Cassel, Longwy za stalno, Luksemburg do leta 1697, Ieper do leta 1713). Postopno se je uveljavila današnja francosko-belgijska meja.
V devetletni vojni (1688–1697) med veliko alianso (cesar Leopold I., nemške države, Republika Nizozemska, Anglija, Španija, Savoja in Švedska) in Francijo je bila obramba Španske Nizozemske v celoti odvisna od sil alianse; zato je na zahtevo Viljema III. Oranskega, angleškega kralja in stadhouderja Republike Nizozemske koncem leta 1691 mesto španskega kraljevega namestnika na Južnem Nizozemskem zasedel sposoben vojskovodja, bavarski volilni knez Maks Emanuel. V letih 1690–1693 so se na ozemlju Španske Nizozemske bojevale tri velike bitke, ki pa za Špansko Nizozemsko niso imeli ozemeljskih posledic. Po določilih miru v Rijswijku so leta 1697 utrdbe na meji med Špansko Nizozemsko in Francijo okrepile posadke iz Republike Nizozemske.
Ob koncu 1690-tih let, ko je bila španska oblast v Južni Nizozemski že precej brez moči, je postalo nezadovoljstvo s pasivno in "poslušno" gospodarsko in trgovsko politiko napram Republiki Nizozemske vse bolj glasno. Vse več je bilo zahtev po večji zaščiti domačega gospodarstva in po možnostih za trgovanje na velike razdalje. Pri tem je bil najbolj aktiven Jan van Broushoven, grof Bergeyck (1644–1725). Leta 1699 je organiziral zbor civilnih predstavnikov, ki je pripeljal do spremembe carin za uvoz severnonizozemskega tekstila, rafinirane soli, sladkorja in drugih proizvodov. Vsaj pri soli je ta ukrep kršil mirovno pogodbo iz Münstra (ki je vključevala koncesijo zelandski industriji soli) in povzročil takojšne protiukrepa severne sosede. Naraščajoče napetosti med severom in jugom na področju carin pa je kmalu prekril širši konflikt, spor za nasledstvo v Španiji.

### Obdobje španske nasledstvene vojne (1701–1713)
Španski kralj Karel II., ki je umrl brez potomcev, je v oporoki imenoval za svojega naslednika vnuka francoskega kralja Ludvika XIV., Filipa. Prebivalci Španske Nizozemske so bili naklonjeni Burbonom, saj so pričakovali hitro sprostitev trgovske in gospodarske blokade s strani Republike Nizozemske. Nasprotovale pa so jim velike sile protifrancoske alianse, ki so se bale prevelike moči Francije. Vojska Ludvika XIV. je ob podpori Bavarske februarja 1701 prestopila mejo Španske Nizozemske. Lokalne oblasti in prebivalci so ji odpirali vrata mest, tako da je hitro zavzela obmejne trdnjave, iz katerih so se posadke Republike Nizozemske umikale brez boja. 
V Bruslju je francosko-špansko-bavarska oblast imenovala grofa Bergeycka, ki ni skrival svoje naklonjenosti, za superintendanta financ in vojnega ministra. Postal je gonilna sila vseh sprememb nove oblasti. Ker je bil uradni kraljevi namestnik Maks Emanuel večinoma odsoten, je Bergeyck dejansko izvrševal tudi njegove naloge v imenu (mednarodno še nepriznanega) španskega kralja Filipa V. V dveh letih je iz nič postavil novo vojsko, zamenjal tri habsburške posvetovalne svete (državni, tajni, finančni) z enim samim šestčlanskim kraljevim svetom, katerega vodenje je prevzel sam. Aprila 1703 je postavil nov davčni sistem. Ustanovitev vojske in novi davki so nekoliko zmanjšali prvotno navdušenje prebivalstva nad Burboni, cerkev in intelektualni krogi pa niso bili zadovoljni s strogo protijanzenistično politiko, vendar je novi režim ohranil večinsko podporo.
Razmere so se popolnoma spremenile z zmago vojske Anglije in Republike Nizozemske 23. maja 1706 pri Ramilliesu blizu Tienena. V nekaj dneh so velika mesta na severu Španske Nizozemske odprla vrata novim zmagovalcem in priznala drugega sina cesarja Leopolda I, Karla, za španskega kralja Karla III. in vladarja Španske Nizozemske. Od julija 1706, ko je padlo obalno mesto Ostende, so ostale v rokah Maksa Emanuela le še tri valonske province (Hainault, Namur in Luksemburg) in mesto Nieuwpoort. Bergeyck in Maks Emanuel sta se preselila v mesto Mons. V Bruslju je kondominij Anglije in Republike Nizozemske obnovil tri habsburške svete in vzpostavil stare gospodarske odnose med severno in južno Nizozemsko.
Na koncu je z mirovno pogodbo v Utrechtu leta 1713, pri kateri so imeli glavno besedo Britanci in Francozi, na španskem prestolu vendarle ostal Filip V., Južna Nizozemska pa je pripadla Habsburžanom skupaj s številnimi omejitvami, ki sta jih zahtevali Velika Britanija in Republika Nizozemska. V pogodbi z Republiko Nizozemsko je v novembru 1715 cesar svečano obljubil, da bo spoštoval španske obveze iz mirovnega sporazuma v Münstru leta 1648, vključno zaporo ustja reke Schelde za pomorski promet in listo carin iz leta 1680, sporazum, ki je ponovno zagotovil gospodarsko prevlado severne nad južno Nizozemske. Obremenjujoč je bil tudi dogovor o obnovi obrambne verige mest napram Franciji (Veurne, Fort Knokke, Ieper, Warneton, Menin, Tournai, Namur), varovane v mirnem času s 35.000 vojaki, od tega dve petini iz Republike Nizozemske, za katerih vzdrževanje je Republika Nizozemska prejemala od Avstrijske Nizozemske en in četrt milijona guldnov letnih dajatev). Ob podpori Velike Britanije so Prusi obdržali Zgornji Gelderland, ki so ga bili zavzeli med vojno.

## Avstrijska Nizozemska

### Obdobje do konca avstrijske nasledstvene vojne (1713–1748)
Avstrija je na Nizozemskem obdržala špansko strukturo upravljanja, v katero je vnesla več delovnega duha in reda, podprtega z dokumentacijo. Osredotočila se je na racionalizacijo javnih financ in izboljšanje deželne infrastrukture.
Prvi guverner Avstrijske Nizozemske je bil princ Evgen Savojski, slavni vojskovodja, privrženec idej zgodnjega razsvetljenstva in pristaš janzenizma. Ker je bil večino časa odsoten (bojeval se je proti Turkom na Madžarskem), ga je v Bruslju nadomeščal Italijan Ercole di Turinetti, markiz de Prie. Kmalu se je začelo pojavljati negodovanje zaradi stalne prisotnosti avstrijske in severnonizozemske vojske (posebno, ker je slednjo morala plačevati Avstrijska Nizozemska), visokih davkov, draginje in neupoštevanja privilegijev mest. V letih 1717–1718 so se dogajali neredi, predvsem v mestih Bruselj, Antwerpen in Gent, ki jih je vlada obvladala ob pomoči civilnih elit (zgodilo se je tudi nekaj eksekucij izgrednikov). V splošnem pa so oblasti v okviru obvez mirovnega sporazuma iskale možnosti za podporo podjetništvu in trgovini. Leta 1722 je bila ustanovljena celo Cesarska vzhodnoindijska družba (bolj znana kot Ostendska družba), ki pa je morala leta 1731, ko je cesar v Evropi potreboval pomoč Britancev in Nizozemcev, prenehati obratovati.
Na guvernerskem položaju je Evgena Savojskega nasledila cesarjeva sestra Marija Elizabeta (1725–1741), ki je južnim provincam vrnila nekdanje privilegije, ustvarila grandiozen in drag dvor v Bruslju in nanj vabila italijanske in srednjeevropske umetnike. V verskih vprašanjih je sledila svojemu spovedniku, jezuitu, ki je uveljavil papeško versko politiko in pregnal janzeniste z leuvenske univerze. Že Marijin naslednik, guverner Karel Aleksander Lotarinški, pa je bil spet naklonjen janzenizmu.
Leta 1740 je na Dunaju umrl cesar Karel VI. in nasledila ga je hči Marija Terezija. Vendar je bavarski volilni knez Karel I. Albert izpodbijal njeno pravico do nasledstva in leta 1741 začel avstrijsko nasledstveno vojno. Francija je kot zaveznica Bavarske leta 1745 zavzela obmejni mesti – trdnjavi Menin in Ieper – in leta 1746 okupirala vso deželo. Z aachenskim mirom leta 1748 je bila Mariji Tereziji priznana pravica do nasledstva v habsburških deželah in Francija se je umaknila iz Avstrijske Nizozemske. To je bil čas, ko so se zavezništva v Evropi vzpostavila na novo. Z versajskima pogodbama v letih 1756 in 1757 sta se Avstrija in Francija povezali proti novo nastajajoči veliki sili Prusiji in njenim zaveznikom. S tem je bila končana dvestoletna vloga Južne Nizozemske kot branika pred francosko nevarnostjo in dežela se je lahko začela v miru razvijati.

### Obdobje gospodarskega in kulturnega razcveta (1748–1780)
Naslednjega pol stoletja je bilo za Avstrijsko Nizozemsko obdobje gospodarskega in kulturnega razcveta, ki jo je napravilo za eno najbolje razvitih dežel Evrope.
Guverner Karel Aleksander Lotarinški (1741–1780), svak Marije Terezije, je bil človek zgodnjega razsvetljenstva, naklonjen vsestranskemu napredku. V upravo ni vpeljal velikih sprememb, napravil pa jo je bolj zgoščeno in profesionalno. Državni svet se je redko sestajal, glavno vlogo je prevzel tajni svet, zmanjšan na šest profesionalnih članov. Finančni svet štirih uradnikov je vodil glavni zakladnik. Največji vpliv je imel državni in vojaški sekretar, ki je bil guvernerjev namestnik in pooblaščenec. Uprava je izgubila večino nekdanjih diplomatskih in strateških pristojnosti (ki jih je imela v španskih časih), ki so bile prenesene na cesarsko dvorno pisarno na Dunaju; ta je tudi nadzorovala uradnike v Bruslju.
V vzpodbudo gospodarstvu so bile vpeljane zaščitne carine, ki so zmanjševale privlačnost uvoza cenejših izdelkov iz Republike Nizozemske in Velike Britanije in omogočile razvoj domače industrije, v katero je vlagal tudi dvor. Poleg vzpodbujanja tradicionalnih proizvodov (flandrijsko platno, volneni izdelki), finih tekstilnih izdelkov (zlasti na območju Verviers, Eupen, Aachen) in predelovalnih industrij (rafinerije soli, sladkorja, tobaka) je največji vzpon doživelo rudarstvo in železarstvo na francosko govorečem področju (Charleroi, Namur, Liege), ki je odprlo pot kasnejši belgijski industriji. Obnovili so pristanišče Ostende, zgradili plovne kanale med morsko obalo, Brusljem in Renom in tudi najmodernejše cestno omrežje v Evropi. Vzporedno se je večala skrb za prebivalstvo (socialne reforme, zdravstvo). Na univerzi v Leuvnu so bile vpeljane nove znanosti, medicina, fizikalno gledališče, univerzitetni tisk, zmanjšan je bil vpliv katoliške cerkve. Leta 1769 je bilo ustanovljeno bruseljsko literarno društvo, ki je bilo dve leti kasneje povzdignjeno v akademijo. Z ukinitvijo jezuitskega reda (1773) so bile vpeljane necerkvene nadaljevalne šole, francoski in nizozemski terezijanski kolegiji z laičnimi učitelji. Začela so se tiskati Voltairova dela.
Tudi Karel Aleksander sam je veliko vlagal v razvoj industrije in kulture. Poznana je bila njegova knjižnica in naravoslovna zbirka. Na njegovo spodbudo so nastale mnoge neoklasicistične arhitekture, obarvane z lokalnimi značilnostmi, v stilu belgijskega neoklasicizma. Na belgijskem dvoru se je uveljavil kipar flamskega baroka z neoklasicističnimi tendencami, Laurent Delvaux (1696–1778).
Ves ta razvoj pa ni pregnal revščine iz dežele. Nasprotno, ob hitrem porastu prebivalstva je bil za revnejše sloje rešitev pred lakoto krompir, ki so ga začeli gojiti v začetku stoletja v Flandriji in Brabantu.

### Reforme cesarja Jožefa II. (1780–1794)
Leta 1780 je Marijo Terezijo na Dunaju nasledil cesar Jožef II., ki je začel razsvetljenske reforme uvajati bolj intenzivno. Omejil je pooblastila nove guvernerke, svoje sestre Marije Kristine (1780–1793) in njenega moža in podredil deželo direktno upravi na Dunaju. S tolerančnim patentom je (po dveh stoletjih protireformacijske indoktrinacije) poskušal uveljaviti toleranco do protestantov in judov. Ukinil je odvečne samostane, omejil religiozne procesije, reformiral cehe, začel z reformo univerze v Leuvnu, omejil cerkvene in plemiške privilegije. Leta 1787 se je lotil načrtov za radikalno reorganizacijo pravnega in upravnega sistema.
Spomladi 1787 se je pojavilo, predvsem v Bruslju, protestno gibanje, ki ga je vodil bruseljski odvetnik Hendrik van der Noot. Poplava pamfletov je obtoževala cesarja, da krši starodavne ustavne pravice južnih provinc. Junija so cehi organizirati vojaške skupine in septembra 1787 je prišlo do ljudske vstaje v Bruslju, tako da se je avstrijska vojska umaknila iz mesta. Takšno stanje je trajalo dve leti, ko je junija 1789 Jožef II. izgubil potrpljenje in proglasil vse privilegije provinc za neveljavne. Medtem sta upornike začeli vzpodbujati tudi Avstrijcem sovražni vladi v Haagu in Berlinu. Haag je upornikom dovolil, da so v Bredi uredili svoje sile, v oktobru napadli Avstrijsko Nizozemsko in v Bruslju proglasili "novo republiko", ki so jo imenovali Republika združenih nizozemskih držav.
Tedaj so se uporniki razdelil v dve frakciji: v konservativno protirevolucionarno skupino pod vodstvom Van der Noota, kateri je pripadala glavnina upornikov, in liberalno, demokratično gibanje, imenovano po svojem vodji J.F.Voncku vonckisti. Konservativci so se zavzemali, da se oblast po zrušenju cesarja vrne državi in ne ljudstvu, kot so zahtevali vonckisti. Slednjim niso bili nasprotni le plemiči, duhovščina in kmetje ampak tudi cehi, ki so v upor vložili največ. Množični zbori cehovskih pristašev in kmetov so javno žigosali razsvetljenstvo, toleranco in vonckiste; ti so v maju 1790 večinoma pobegnili preko francoske meje.
Nova republika se je brez ustavne ureditve obdržala nekaj mesecev, kljub temu da ni mogla pridobiti finančnega sodelovanja skupščin provinc. Podpirala jo je Prusija in ji poslala v pomoč tudi čete.
Novi cesar Leopold II. je vznemirjen, ker se je rivalstvo med Prusijo in Avstrijo z Madžarskega, Poljskega in Češkega razširilo še na Nizozemsko, nastopil bolj odločno kot njegov umrli brat Jožef in na srečanju v Reichenachu julija 1790 dosegel sporazum s Prusi. Prusi so se strinjali, da Avstrija spet prevzame oblast v Avstrijski Nizozemski pod pogojem, da prekliče jožefinske reforme in se ne maščuje tistim, ki so uživali prusko podporo. Prusi so se umaknili in v decembru 1790 je 30.000 avstrijskih vojakov vkorakalo v Bruselj.
V času južnonizozemske republike se je za nizozemsko in francosko govoreče prebivalstvo Južne Nizozemske prvič pojavil naziv Belgijci (de Belgen; les belges) in tako tudi Belgijska republika.
Novembra 1792 je armada revolucionarne Francije premagala avstrijsko vojsko pri Jemappesu. Po zmagi pri Fleuru v juniju 1794 je prišla pod francosko oblast vsa Avstrijska Nizozemska, skupaj s škofijo Liege. Oktobra 1795 sta bili Franciji priključeni tudi formalno. 

## Pod francosko upravo (1794–1815)
Pod francosko upravo ni bilo avtonomije (tako kot pod špansko in avstrijsko). Upravljanje je bilo centralizirano, province preurejene v departmaje, aristokratski privilegiji ukinjeni in cerkev preganjana. Postopki prisilnega rekrutiranja so izzvali upor kmetov (1798–1799), na katerega so se francoske oblasti odzvale z ostro represijo. Položaj cerkve se je nekoliko izboljšal s konkordatom med Napoleonom in papežem Pijem VII. (1801). Nadaljnje spremembe je prinesla vpeljava francoskega revolucionarnega prava in decimalnega metričnega sistema, ponovno odprtje ustja reke Schelde in vključitve Antwerpna v pomorsko trgovino.
Kljub temu da večina prebivalstva ni sprejemala nove francoske ureditve, imamo lahko čas Napoleonskega cesarstva za začetek prave industrijske revolucije v Belgiji. Šele ob zaključku stoletja se je, ob perspektivi večjega tržišča in Napoleonovih vzpodbudah, začela v tekstilni industriji mehanizacija, industrijska revolucija v ožjem pomenu besede. Po mestih so se razvili tekstilni centri, v Gentu bombažni obrati, v Verviersu volnena industrija. K širitvi premogovništva je prispevala iznajdba Newcomnovega parnega stroja (primernega za pogon vodnih črpalk). Aneksija nizozemskih departmajev Franciji je še bolj odprla trg in pospešila modernizacijske procese, v katerih je bila Belgija tedaj že vodilna v Evropi.

## Po letu 1815
Po Napoleonovem porazu je dunajski kongres leta 1815 dodelil Južno Nizozemsko Kraljevini Združene Nizozemske, ki je obsegala ozemlje nekdanjih: Republike Nizozemske in Avstrijske Nizozemske. Po belgijski revoluciji leta 1830 sta se deželi spet ločili in na ozemlju nekdanje Avstrijske Nizozemske je nastala neodvisna kraljevina Belgija.